# Shot of a Gun
"Shot of a Gun" is de 19e single van rockband Kane en de tweede van het negende studioalbum Everything You Want. Het lag 11 april 2008 in de winkels. Het is een mid-tempo nummer gedragen door de akoestische gitaar en de piano.

## Videoclip
De videoclip is in Brussel en Los Angeles opgenomen in het zwart-wit. Er worden verschillende mensen getoond in verschillende levensfases, waaronder een vader met zijn zoontje, een stelletje, een getatoeëerde man. Zanger Dinand Woesthoff is het enige Kane-lid dat in de videoclip te zien is.

## Tracklist

### Download
1. "Shot of a Gun" - 03:07
2. "Shot of a Gun (Acoustic)" - 02:57[4]

## Hitnotering
Het nummer debuteerde laag, op de 26e positie in de Nederlandse Top 40, ondanks media-acties waarbij de single zowel Alarmschijf als Megahit werd en daarnaast Superclip werd op TMF. De week daarop steeg het door naar 24 om in de derde week de toppositie over te nemen.
| "Shot of a Gun" in de Nederlandse Top 40 - binnen: 05-04-2008 | "Shot of a Gun" in de Nederlandse Top 40 - binnen: 05-04-2008 | "Shot of a Gun" in de Nederlandse Top 40 - binnen: 05-04-2008 | "Shot of a Gun" in de Nederlandse Top 40 - binnen: 05-04-2008 | "Shot of a Gun" in de Nederlandse Top 40 - binnen: 05-04-2008 | "Shot of a Gun" in de Nederlandse Top 40 - binnen: 05-04-2008 | "Shot of a Gun" in de Nederlandse Top 40 - binnen: 05-04-2008 | "Shot of a Gun" in de Nederlandse Top 40 - binnen: 05-04-2008 | "Shot of a Gun" in de Nederlandse Top 40 - binnen: 05-04-2008 | "Shot of a Gun" in de Nederlandse Top 40 - binnen: 05-04-2008 | "Shot of a Gun" in de Nederlandse Top 40 - binnen: 05-04-2008 | "Shot of a Gun" in de Nederlandse Top 40 - binnen: 05-04-2008 | "Shot of a Gun" in de Nederlandse Top 40 - binnen: 05-04-2008 | "Shot of a Gun" in de Nederlandse Top 40 - binnen: 05-04-2008 | "Shot of a Gun" in de Nederlandse Top 40 - binnen: 05-04-2008 | "Shot of a Gun" in de Nederlandse Top 40 - binnen: 05-04-2008 | "Shot of a Gun" in de Nederlandse Top 40 - binnen: 05-04-2008 |
| Week:                                                         | 1                                                             | 2                                                             | 3                                                             | 4                                                             | 5                                                             | 6                                                             | 7                                                             | 8                                                             | 9                                                             | 10                                                            | 11                                                            | 12                                                            | 13                                                            | 14                                                            | 15                                                            |                                                               |
| ------------------------------------------------------------- | ------------------------------------------------------------- | ------------------------------------------------------------- | ------------------------------------------------------------- | ------------------------------------------------------------- | ------------------------------------------------------------- | ------------------------------------------------------------- | ------------------------------------------------------------- | ------------------------------------------------------------- | ------------------------------------------------------------- | ------------------------------------------------------------- | ------------------------------------------------------------- | ------------------------------------------------------------- | ------------------------------------------------------------- | ------------------------------------------------------------- | ------------------------------------------------------------- | ------------------------------------------------------------- |
| Positie:                                                      | 26                                                            | 24                                                            | 1                                                             | 1                                                             | 3                                                             | 3                                                             | 6                                                             | 8                                                             | 12                                                            | 16                                                            | 17                                                            | 20                                                            | 22                                                            | 28                                                            | 33                                                            | uit                                                           |

| "Shot of a Gun" in de Nederlandse Single Top 100 - binnen: 19-04-2008 | "Shot of a Gun" in de Nederlandse Single Top 100 - binnen: 19-04-2008 | "Shot of a Gun" in de Nederlandse Single Top 100 - binnen: 19-04-2008 | "Shot of a Gun" in de Nederlandse Single Top 100 - binnen: 19-04-2008 | "Shot of a Gun" in de Nederlandse Single Top 100 - binnen: 19-04-2008 | "Shot of a Gun" in de Nederlandse Single Top 100 - binnen: 19-04-2008 | "Shot of a Gun" in de Nederlandse Single Top 100 - binnen: 19-04-2008 | "Shot of a Gun" in de Nederlandse Single Top 100 - binnen: 19-04-2008 | "Shot of a Gun" in de Nederlandse Single Top 100 - binnen: 19-04-2008 | "Shot of a Gun" in de Nederlandse Single Top 100 - binnen: 19-04-2008 | "Shot of a Gun" in de Nederlandse Single Top 100 - binnen: 19-04-2008 | "Shot of a Gun" in de Nederlandse Single Top 100 - binnen: 19-04-2008 | "Shot of a Gun" in de Nederlandse Single Top 100 - binnen: 19-04-2008 | "Shot of a Gun" in de Nederlandse Single Top 100 - binnen: 19-04-2008 | "Shot of a Gun" in de Nederlandse Single Top 100 - binnen: 19-04-2008 | "Shot of a Gun" in de Nederlandse Single Top 100 - binnen: 19-04-2008 | "Shot of a Gun" in de Nederlandse Single Top 100 - binnen: 19-04-2008 | "Shot of a Gun" in de Nederlandse Single Top 100 - binnen: 19-04-2008 |
| Week:                                                                 | 1                                                                     | 2                                                                     | 3                                                                     | 4                                                                     | 5                                                                     | 6                                                                     | 7                                                                     | 8                                                                     | 9                                                                     | 10                                                                    | 11                                                                    | 12                                                                    | 13                                                                    | 14                                                                    | 15                                                                    | 16                                                                    |                                                                       |
| --------------------------------------------------------------------- | --------------------------------------------------------------------- | --------------------------------------------------------------------- | --------------------------------------------------------------------- | --------------------------------------------------------------------- | --------------------------------------------------------------------- | --------------------------------------------------------------------- | --------------------------------------------------------------------- | --------------------------------------------------------------------- | --------------------------------------------------------------------- | --------------------------------------------------------------------- | --------------------------------------------------------------------- | --------------------------------------------------------------------- | --------------------------------------------------------------------- | --------------------------------------------------------------------- | --------------------------------------------------------------------- | --------------------------------------------------------------------- | --------------------------------------------------------------------- |
| Positie:                                                              | 2                                                                     | 2                                                                     | 4                                                                     | 7                                                                     | 13                                                                    | 12                                                                    | 17                                                                    | 26                                                                    | 30                                                                    | 34                                                                    | 55                                                                    | 40                                                                    | 47                                                                    | 58                                                                    | 72                                                                    | 95                                                                    | uit                                                                   |

### NPO Radio 2 Top 2000
Shot of a Gun stond alleen in 2009 in de NPO Radio 2 Top 2000, op plek 1740.